# Стромец (гмина)
Стромец (пол. Stromiec) — сельская гмина (волость) в Польше, входит как административная единица в Бялобжегский повет, Мазовецкое воеводство. Население — 5693 человека (на 2004 год).

## Демография
| Перепись                       | Всего   | Всего | Женщины | Женщины | Мужчины | Мужчины |
| ------------------------------ | ------- | ----- | ------- | ------- | ------- | ------- |
| Единицы                        | человек | %     | человек | %       | человек | %       |
| Население                      | 5693    | 100   | 2811    | 49,4    | 2882    | 50,6    |
| Плотность населения (чел./км²) | 36,4    | 36,4  | 18      | 18      | 18,4    | 18,4    |

## Сельские округа
1. Бяла-Гура
2. Бобрек
3. Бобрек-Колёня
4. Боска-Воля
5. Боже
6. Добешин
7. Дуцка-Воля
8. Грабовы-Ляс
9. Колёня-Сельце
10. Кшемень
11. Ксаверув-Новы
12. Ксаверув-Стары
13. Липске-Буды
14. Мале-Боже
15. Марянки
16. Матыльдзин
17. Нентне
18. Недабыль
19. Ольшова-Домброва
20. Петрусин
21. Пируг
22. Подлесе-Дуже
23. Подлесе-Мале
24. Покшивна
25. Сельце
26. Стромец
27. Стромецка-Воля
28. Сулкув
29. Забагне

## Поселения
1. Бранкув
2. Бучек
3. Буды-Босковольске
4. Хмаль
5. Хоины
6. Добешинек
7. Фольварчне
8. Фольварк
9. Фольварки
10. Игнацувка
11. Калинув
12. Майдан
13. Мокры-Ляс
14. Мушары
15. Ниякув
16. Нова-Весь
17. Огродзярске
18. Паулянка
19. Подгае
20. Поремба
21. Радош
22. Стара-Весь
23. Стромец-Подуховны
24. Угайник
25. Захмель
26. Затор
27. Зусть

## Соседние гмины
1. Гмина Бялобжеги
2. Гмина Гловачув
3. Гмина Грабув-над-Пилицей
4. Гмина Едлиньск
5. Гмина Стара-Блотница
6. Гмина Варка